# De Adelaarshorst
De Adelaarshorst is een voetbalstadion in Deventer, gelegen aan de Vetkampstraat. Het stadion wordt sinds 1920 bespeeld door Go Ahead Eagles, en draagt sinds 1971 zijn huidige naam. De Adelaarshorst is een sfeervol stadion vanwege zijn ligging, bouw en verleden. Het bouwwerk is gesitueerd te midden van een woonbuurt in de wijk Voorstad. De tribunes staan kort op het veld, zoals vaak te zien is in Engeland.

## Geschiedenis
Go Ahead Eagles is in 1902 door de gebroeders Hollander opgericht als Be Quick. In 1905 werd de naam veranderd in Go Ahead, en in 1971 werd Eagles toegevoegd. Op 2 mei 2025 werd bij De Adelaarshorst een standbeeld van Han Hollander onthuld. Het beeld werd ontworpen door de Deventer beeldhouwer Károly Szekeres en gefinancierd door de voetbalclub en de supportersvereniging.
Go Ahead begon eerst te spelen op het UD veld langs de IJssel en verplaatste in 1906 naar Diepenveen. Na het kampioenschap van Nederland in 1917 werd besloten op een nieuwe plek een nieuw stadion te bouwen. In 1920 werd het stadion aan de Vetkampstraat geopend. Na het landskampioenschap in 1922 werd gestart met de bouw van een overdekte tribune. Twee kampioenschappen later (1930 en 1933) opende Go Ahead zijn hoofdtribune, ontworpen door de architect M. van Harte. In 1963 werd aan de lange zijde een overdekte staantribune gebouwd met een capaciteit van ongeveer 12.000 toeschouwers. Vlak voor de wedstrijd tegen Celtic FC in 1965 kreeg het stadion kunstlicht. De vier hoogspanningsmasten werden uit een weiland in de buurt van Terwolde gehaald. De brinkgreverwegtribune werd in 1968 overdekt. In 1971 kreeg het stadion (na de toevoeging van Eagles aan de clubnaam) de naam De Adelaarshorst. In 1985 kreeg het gebouw een metamorfose en werd er een kleine overdekte tribune gerealiseerd die door Leo Halle werd geopend.
In de jaren 1980 slonk de capaciteit enorm doordat op de IJsseltribune tegenover de oude hoofdtribune de staanplaatsen werden vervangen door stoeltjes. De stoeltjes waren afkomstig uit het Rotterdamse stadion De Kuip.

### Modernisering en uitbreiding
Door de aanpassingen, veiligheidsverplichtingen en moderniseringen was de capaciteit in de loop van de jaren geslonken van ruim 24.000 tot 8.011. In 2006 werden alle oude stoelen uit De Adelaarshorst vervangen door 3.600 stoeltjes uit het voormalig onderkomen van AZ, de Alkmaarderhout. Na de promotie naar de Eredivisie in 2013 heeft het stadion een grondige verbouwing gehad om het stadion aan alle veiligheidsvoorschriften te laten voldoen, gesteld door de KNVB. Hierbij is het uitvak weer verplaatst naar zijn oude plek (op de Leo Halle Tribune), zijn er meer staanplaatsen op de Brinkgreverwegtribune gecreëerd, zijn er drie extra rijen voor de hoofdtribune geplaatst en heeft het stadion veldverwarming gekregen. De gemeente Deventer stelde in juni 2014 een bedrag van zes miljoen euro als lening beschikbaar om (aanvankelijk) de hoofdtribune en Leo Halletribune te vernieuwbouwen.
Eind mei 2015 werd begonnen met de vernieuwbouw van de Adelaarshorst naar ontwerp van de Deventer architect Martin Kleine Schaars (I'M Architecten). De capaciteit van het stadion werd uitgebreid naar 10.000 plaatsen, waarvan 2.100 overdekte staanplaatsen. Na diverse aanpassingen is de capaciteit 9.909 plekken. Maximaal 400 plekken zijn gereserveerd voor het uitpubliek. Zowel de tribune aan de Vetkampstraat als de hoofdtribune werden uitgebreid. Ook de lichtmasten werden in 2015 gerenoveerd. Zo kwam er een nieuwe kop op en werden ze zwart geschilderd. In iedere mast zitten dertig lampen. De huidige capaciteit is 10.400 inclusief uitvak.

## Staanplaatsen
De Adelaarshorst beschikt, door de verwijdering van het grootste gedeelte van de stoeltjes op de Brinkgreverwegtribune, over de grootste staantribune van Nederland. De tribune heeft een capaciteit van 2.652 waarvan 2.100 staanplaatsen. Op dezelfde tribune is ook de B-Side gevestigd, de tribune met de meest fanatieke supporters. Het Deventer publiek wordt vaak als de 12e man gezien en doet het kleine stadion flink kolken.

## Bezoekersrecords
Op 29 september 1965 speelde Go Ahead tegen Celtic FC. Naar deze Europese wedstrijd kwamen 25.000 toeschouwers kijken. Op 16 maart 1969 speelde Go Ahead Eagles voor 26.000 toeschouwers de Derby van het Oosten tegen FC Twente, dat tot en met vandaag het toeschouwersrecord in de Adelaarshorst is. Vanwege de grote belangstelling werden vier extra noodtribunes geplaatst die afkomstig waren van de Deventer IJsbaan, waar vlak daarvoor het WK schaatsen had plaatsgevonden.

## Interlands
De enige interland op het hoogste niveau van het mannenvoetbal in De Adelaarshorst, is een kwalificatiewedstrijd tegen IJsland voor het wereldkampioenschap voetbal van 1974 in Duitsland. Het Nederlands elftal won met 8-1 door onder meer twee doelpunten van Johan Cruijff en Willy Brokamp. 
Tijdens het Europees kampioenschap voetbal vrouwen 2017 bood de Adelaarshorst plaats aan meerdere groepsfasewedstrijden en een kwartfinale.
| #  | Datum            | Wedstrijd                     | Uitslag | Competitie               |
| -- | ---------------- | ----------------------------- | ------- | ------------------------ |
| 1. | 29 augustus 1973 | Nederland – IJsland           | 8 – 1   | WK-kwalificatie          |
| 2. | 14 oktober 2013  | Jong Oranje – Jong Oostenrijk | 0 – 3   | Oefenwedstrijd           |
| 3. | 4 september 2015 | Jong Oranje – Jong Cyprus     | 4 – 0   | EK onder 21-kwalificatie |

Bijgewerkt t/m 15 oktober 2013

## Sjablonen
- Bron voor UEFA-categorie openingssjabloon

Abe Lenstra Stadion (sc Heerenveen) ·
De Adelaarshorst (Go Ahead Eagles) ·
AFAS Stadion (AZ) ·
BUKO Stadion (Telstar) ·
Erve Asito (Heracles Almelo) ·
Euroborg (FC Groningen) ·
Stadion Feijenoord (Feyenoord) ·
Fortuna Sittard Stadion (Fortuna Sittard) ·
Stadion Galgenwaard (FC Utrecht) ·
De Goffert (N.E.C.) ·
De Grolsch Veste (FC Twente) ·
Johan Cruijff ArenA (Ajax) ·
Het Kasteel (Sparta Rotterdam) ·
Kras Stadion (FC Volendam) ·
MAC³PARK stadion (PEC Zwolle) ·
Philips Stadion (PSV) ·
Rat Verlegh Stadion (NAC Breda) ·
Woudestein (Excelsior Rotterdam)
AFAS Trainingscomplex (Jong AZ) ·
Frans Heesen Stadion (TOP Oss) ·
GelreDome (Vitesse) ·
De Geusselt (MVV Maastricht) ·
GS Staalwerken Stadion (Helmond Sport) ·
De Herdgang (Jong PSV) ·
Jan Louwers Stadion (FC Eindhoven) ·
Seacon Stadion - De Koel - (VVV-Venlo) · 
Koning Willem II Stadion (Willem II) ·
Kooi Stadion (SC Cambuur)  · 
Mandemakers Stadion (RKC Waalwijk) ·
De Oude Meerdijk (FC Emmen) ·
M-Scores Stadion (FC Dordrecht) ·
Parkstad Limburg Stadion (Roda JC Kerkrade) ·
De Toekomst (Jong Ajax) ·
De Vijverberg (De Graafschap) ·
De Vliert (FC Den Bosch) ·
WerkTalent Stadion (ADO Den Haag) · 
Yanmar Stadion (Almere City FC) ·
Sportcomplex Zoudenbalch (Jong FC Utrecht)
AFAS Trainingscomplex (AZ Vrouwen) ·
WerkTalent Stadion (ADO Den Haag Vrouwen) ·
Het Diekman (FC Twente Vrouwen) ·
Heksenwiel (NAC Breda Vrouwen) ·
De Herdgang (PSV Vrouwen) ·
BUKO Stadion (Telstar Vrouwen) ·
Skoatterwâld (sc Heerenveen Vrouwen) ·
De Vegtlust (PEC Zwolle Vrouwen) ·
De Toekomst (Ajax Vrouwen) ·
Woudestein (Excelsior Vrouwen) ·
Varkenoord (Feyenoord Vrouwen) ·
Zoudenbalch (FC Utrecht Vrouwen)
Alkmaarderhout (Alkmaar '54/AZ '67/AZ) ·
Amsterdamsestraatweg (Elinkwijk) ·
De Baandert (Sittardia/FSC/Fortuna Sittard) ·
Beatrixstraat (NAC) ·
De Berckt (SC Venlo'54/VVV) ·
Berg & Bos (AGOVV/AGOVV Apeldoorn) ·
Birkhoven (SC Amersfoort/HVC) ·
De Blauwe Kei (Baronie) ·
Bornsestraat (Heracles/SC Heracles '74) ·
De Boschpoort (MVV) ·
Botenlaan (Brabantia) ·
De Braak (Helmondia '55/Helmond Sport) ·
Brasserskade (DHC) ·
Breestraat (KFC/FC Zaanstreek) ·
Buiksloterbanne (De Volewijckers) ·
Cambuurstadion (SC Cambuur/Leeuwarden) ·
Damlaan (Hermes DVS) ·
Het Diekman (Sportclub Enschede/FC Twente) ·
Duinhorst (Den Haag/Flamingo's '54) ·
Esserberg (Be Quick) ·
Fatimastraat (Baronie) ·
FC Twente-trainingscentrum (FC Twente Vrouwen) ·
Stadion Feijenoord (SVV) ·
Floreslaan (Fortuna Vlaardingen/FC Vlaardingen '74) ·
Fortuna Sittard Stadion (Fortuna Sittard Vrouwen) ·
Frankelandsedijk (SVV) ·
Galgenwaard (DOS/Velox) ·
Gemeentelijk Sportpark Hilversum (SC 't Gooi/SC Gooiland/Hilversum) ·
Gemeentelijk Sportpark Tilburg (Willem II/NOAD) ·
Haarlemstadion (HFC Haarlem) ·
Harga (Hermes DVS/SVV) ·
Heekpark (SC Enschede/Enschedese Boys) ·
Heekstraat (Rigtersbleek) ·
Heerlenersteenweg (Juliana) ·
De Heikant (Achilles '29/Achilles '29 Vrouwen) ·
Het Heuveltje (Oldenzaal) ·
Hoornseveld (ZFC) ·
Houtrust (Holland Sport/SHS) ·
Houtsdonk (Helmond) ·
Industriestraat (NOAD) ·
Irislaan (VC Vlissingen/VCV Zeeland) ·
Jonkerbergstraat (Roda Sport) ·
Kaalheide (Rapid '54/Rapid JC/Roda JC/Roda JC Vrouwen) ·
Het Kasteel (Xerxes) ·
Kikkerpolder (UVS) ·
De Koeburg (Zeist) ·
Koning Willem II Stadion (Willem II Vrouwen) ·
Koningsweg (Velox) ·
De Koel (VVV-Venlo Vrouwen) ·
De Koog (FC Zaanstreek) ·
De Kraal (VVV/FC VVV) ·
Krommedijk (D.F.C./DS '79/SVV/Dordrecht '90) ·
J.H. Kruisstraat (Heerenveen/sc Heerenveen) ·
Laan van Vollering (DHC) ·
De Langeleegte (SC Veendam) ·
Leenderweg (De Valk) ·
Liesbosweg (Utrecht) ·
't Lood (AZ Vrouwen) ·
De Luiten (RBC) ·
Oosterenkstadion (Zwolsche Boys/PEC Zwolle) ·
Oosterpark (GVAV/Oosterparkers/FC Groningen) ·
Mauritsstadion (Fortuna '54/FSC) ·
De Meer (Ajax) ·
Mosveld (De Volewijckers) ·
Nieuw-Monnikenhuize (Vitesse) ·
Noordersportpark (EDO) ·
Olympia (RKC Waalwijk) ·
Olympisch Stadion (Blauw-Wit/Amsterdam/DWS/FC Amsterdam) ·
Olympisch Stadion (bijveld) (Blauw-Wit/DWS/FC Amsterdam) ·
De Planeet (SC Drente/Zwartemeer) ·
RBC-Stadion (RBC) ·
Reeweg (Emma) ·
Rolduckerstraat (Kerkrade/Roda Sport) ·
Rozenoord (DOSKO) ·
Sittardia-terrein (Sittardia) ·
Schoonenberg (Stormvogels/VSV/Telstar Vrouwen) ·
Spaarndammerdijk (DWS) ·
Straatweg (EBOH) ·
Aan de spoorbrug (LONGA) ·
Sportparklaan (RCH) ·
Stadspark (Velocitas) ·
Thomassen-terrein (Rheden) ·
Veemarktterrein (FC Utrecht) ·
Veldwijk (Twentse Profs/Tubantia) ·
Venweg (Limburgia) ·
De Vliert (BVV) ·
Volkspark (Enschedese Boys) ·
De Vrolijkheid (PEC Zwolle/Zwolsche Boys) ·
Wageningse Berg (Wageningen/FC Wageningen) ·
Walvisstraat (ONA) ·
Wassenaarseweg (UVS) ·
Westzanerdijk (ZFC) ·
De Wolfsdonken (Wilhelmina) ·
Xerxesweg (Xerxes) ·
Zuidendijk (EBOH) ·
Zuiderpark (ADO Den Haag)